# Jan Hadrava (polityk)
Jan Hadrava (ur. 30 stycznia 1955 w Ostrovie) – czeski polityk i samorządowiec, parlamentarzysta, w latach 2006–2007 przewodniczący Unii Wolności – Unii Demokratycznej.

## Życiorys
Uczył się w szkole przemysłu tekstylnego w miejscowości Dvůr Králové nad Labem. Pracował w fabryce we wsi Libavské Údolí, a także w domu kultury w Sokolovie. Pod koniec lat 70. współtworzył klub poetycki, w którym czytano objętych cenzurą autorów. W ramach represji był inwigilowany przez funkcjonariuszy komunistycznej służby specjalnej StB. W trakcie przemian politycznych z 1989 został rzecznikiem Forum Obywatelskiego w Sokolovie. W styczniu 1990 dokooptowany do jednej z izb Zgromadzenia Federalnego, zasiadał w niej do czerwca tegoż roku. W latach 90. sprawował urząd burmistrza miasta Loket. Później pozostał radnym miejskim, po raz ostatni mandat uzyskał w 2006.
W 1998 dołączył do Unii Wolności, z jej ramienia w kadencji 2000–2006 był członkiem Senatu. W latach 2006–2007 pełnił funkcję przewodniczącego swojego ugrupowania (działającego wówczas pod nazwą US-DEU).